# Johann Friedrich Struensee
Johann Friedrich Struensee (5. srpna 1737, Halle n. Sálou – 28. dubna 1772 Kodaň) byl německý lékař, ministr Dánského království. Jeho starší bratr byl Carl August Struensee (1735–1804), profesor matematiky a pruský ministr.

## Život
Ve věku 30 let (v roce 1768) se stal osobním lékařem dánského krále Kristiána VII., trpícího lehkou formou schizofrenie. Král se v jeho přítomnosti a péči dobře cítil, důvěřoval mu a pověřil ho funkcí poradce královské konferensraad. Úspěšně provedené očkování následníka trůnu prince Frederika proti pravým neštovicím při epidemii, jež zasáhla Kodaň na podzim roku 1769, mu současně zajistilo i přízeň královny.

## Politické a společenské reformy
Struensee časem získal vliv, který lze srovnat s postavením regenta v zemi. Brzy započal s čistkami ve vládě, jež zasáhly jak libertiny (k nimž ostatně patřil i on sám), tak náboženské tradicionalisty. Mezi odstavenými byl i významný politik a diplomat Johann Hartwig Ernst von Bernstorff. Jediným, kdo zůstal, byl ministr Adolph Siegfried von der Osten.
Jako stoupenec osvícenství se pokoušel zavést řadu široce založených reforem. Byl pověstný obrovským pracovním tempem, vydal množství nařízení a dekretů. Za 16 měsíců jeho působení (resp. vlády) jich mělo být až 1880, což by znamenalo 3–4 denně, tedy srovnatelně s rakouským císařem Josefem II. Vedle čistek Struensee vyvíjel snahu napravit situaci Dánska a bděl nad tím, aby nově jmenovaní úředníci byli kompetentní. Podobně jako později Josef II. se i Struensee dopustil závažné chyby – pokoušel se své reformy prorážet překotně a až bezohledně, aniž by vzal v potaz setrvačnost, jež je vlastní většině lidí. Znepřátelil si nakonec všechny – ty, jimž odebral výsady, i ty, kteří měli z jeho reforem prospěch. 

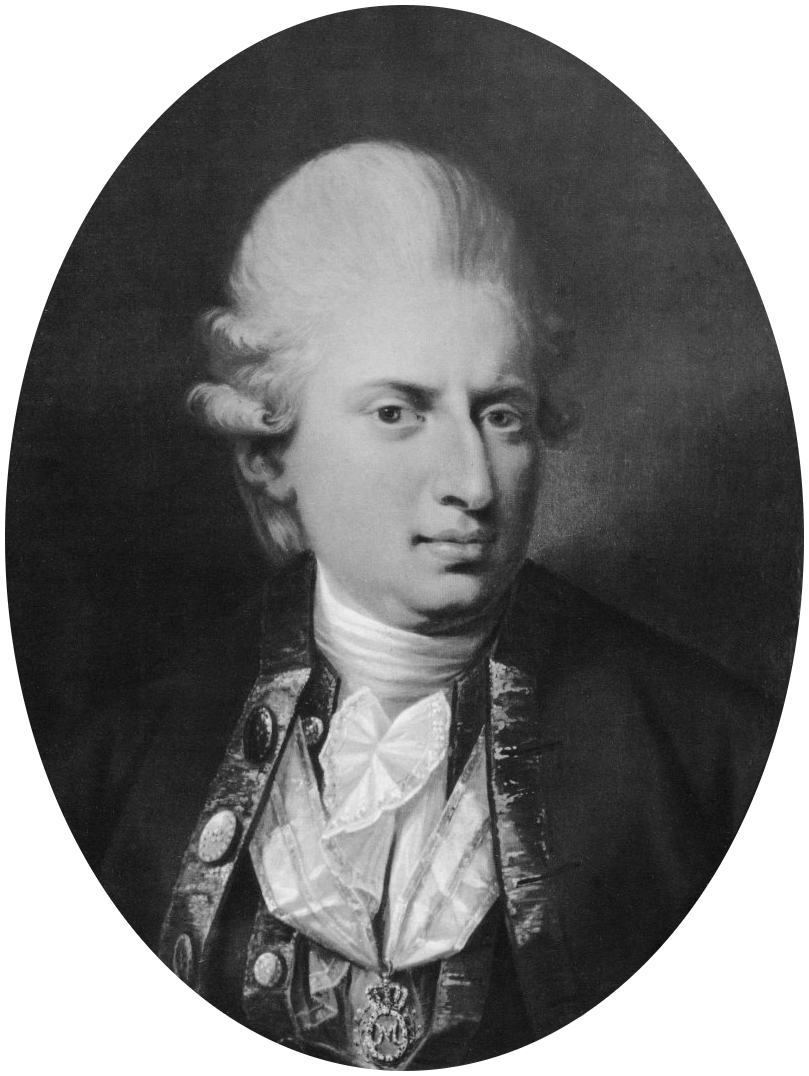
Johann Friedrich Struensee (Jens Juel)

Rychle prováděné reformy neměly dost času, aby mohly zaznamenat žádoucí efekt. Přesto změny ve správě státu (jaro 1771), které ulehčily postavení rolníků, ocenil i jeho protivník Andreas Peter Bernstorff: „Nové uspořádání správy státu mne těší. Myslím, že je dobře zformulované a spravedlivé“. Šlechtě byla odebrána její četná, především daňová, privilegia. Nejdůležitější místa ve správě již neobsazovaly protekční děti aristokratů, ale odborníci z řad měšťanstva. Byla vyhlášena všeobecná svoboda vyznání, moc luteránského duchovenstva byla výrazně omezena. V případě nedostatku obilí byl zakázán jeho lukrativní vývoz, naopak byla odstraněna omezení veškerého dovozu. Zrušena byla cenzura, základní reformou prošlo soudnictví: odstraněna byla tortura, zavedena zásada rovnosti všech lidí před soudem. Byly zřízeny městské nalezince, nemanželští otcové museli platit na děti alimenty. U dvora se radikálně změnil způsob života – došlo ke značnému uvolnění etikety, nikoli ve smyslu uvolnění mravů, ale ve smyslu setření rozdílů mezi vrstvami.
Jako odpůrce kameralismu (německá podoba merkantilismu) zaváděl zásadu laissez faire – hospodářský liberalismus. Uvědomoval si, že Dánsko je země s nedostatkem surovin a v zásadě zemědělská; přestal podporovat manufaktury a hornictví, což bylo v zásadě správné, avšak náhlost rozhodnutí způsobila vzrůst nezaměstnanosti.
K dovršení všeho, co mu bylo zazlíváno, se Struensee stal milencem dánské královny, původem anglické princezny Karoliny Matyldy, čímž způsobil skandál, jenž zesílil především po narození Matyldiny dcery, princezny Luisy Augusty (zlomyslně nazývané la petite Struensee – malá Struensee; podle všeho byla dcerou krále Kristiána VII. jen podle jména a jejím biologickým otcem byl Struensee). Pro Dány špatně stravitelná byla i jeho německá národnost; tvrdil, že nemá čas na to, aby se učil dánskému jazyku (v Kodani ovšem ještě před jeho působením se mluvilo stejně německy jako dánsky).

## Spiknutí a poprava

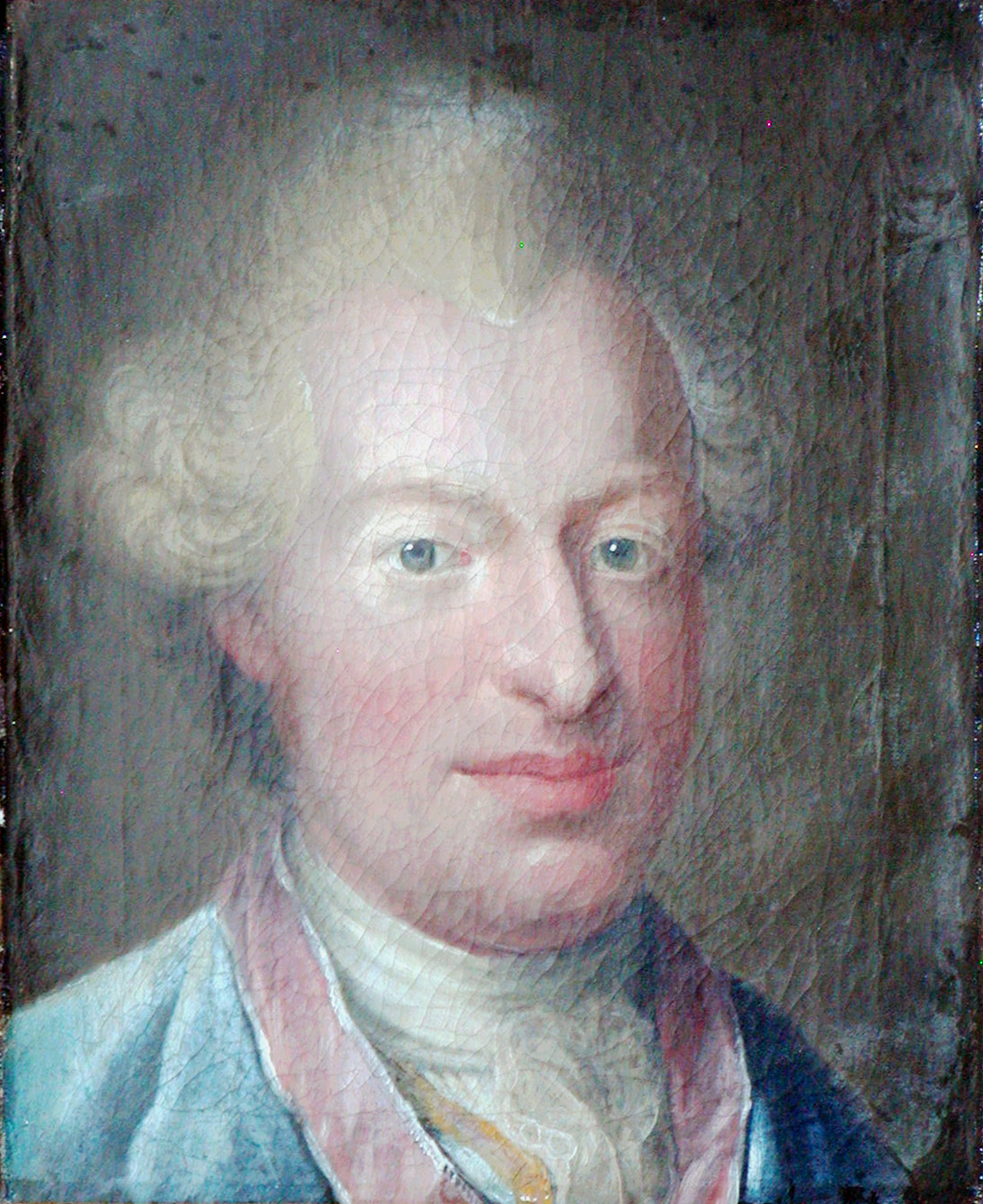
Johann Friedrich Struensee

Struenseemu byl dán jediný rok ke správě státu (1770–1771). 17. ledna roku 1772 byl uvězněn spolu s Enevoldem Brandtem; oba byli překvapeni ve spánku, časně ráno po maškarním plese. Ještě před úsvitem byla zajata i královna. Ve spiknutí, zosnovaném se souhlasem královny matky Juliany Marie, jejího syna prince Frederika a jeho učitele, nacionalisty Ove Høegh-Guldberga, hrál hlavní roli plukovník regimentu „Falster"“ G. L. Köller (původem rovněž Němec). Bez problémů získali králův podpis pod rozkazem Struenseeho uvěznit a stít. Struensee a Brandt byli obviněni z plánování státního převratu proti králi. Trest dopadl rychle a tvrdě – 20. ledna byla svolána inkviziční komise a 28. dubna byla vykonána jejich veřejná poprava. Struensee byl před kodaňskou bránou sťat, rozčtvrcen a vpleten do kola. Zároveň s ním byl stejným způsobem popraven i Brandt.

## Důsledky
V nové vládě byl nejsilnější postavou čtyřicetiletý konzervativec Ove Høegh-Guldberg, teolog a profesor rétoriky a jeden ze strůjců intriky proti Struenseemu. Stal se jedním z nejvlivnějších lidí království a záhy skutečným vládcem , který rozhodl o zrušení všech liberálních reforem zavedených jeho předchůdcem.

## Odraz v umění

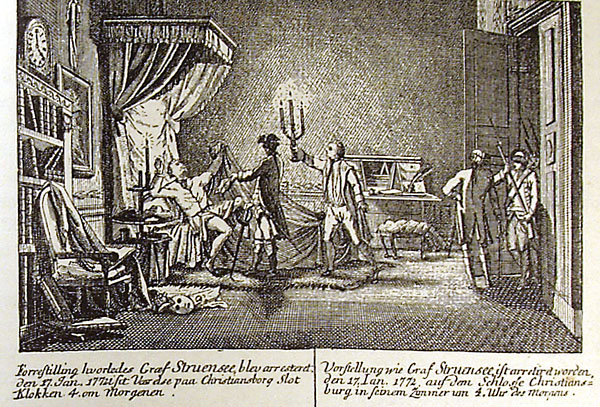
Uvěznění J. F. Struenseeho

### V literatuře
- The Visit of the Royal Physician (Návštěva královského lékaře) (1999, román) – autor Per Olov Enquist.
- The Favorite of the Queen (Královnin favorit) (1935, román) – autor Robert Neumann.
- The Lost Queen (Ztracená královna) – autor Norah Lofts, biografie královny Karoliny Matyldy

### Ve filmu
- Panovník bez koruny – autor Dir Harald Braun (1957)
- Královská aféra (En kongelig affære) (2012) evropský (Dánsko/Švédsko/Česko) koprodukční snímek příběhu Strunseeho vzestupu a vztahu s královnou.[2]